# Okręg Wołyń Armii Krajowej
Okręg Wołyń AK terytorialnie pokrywał obszar dawnego województwa wołyńskiego. Kryptonom „Haneczka”, „Proso”.
Początkowo wchodził w skład obszaru lwowskiego, a od 1 listopada 1942 podporządkowany został bezpośrednio Komendzie Głównej AK.
Podczas Akcji „Burza” z sił Okręgu utworzono 27 Wołyńską Dywizję Piechoty AK.

## Komendanci
- mjr Brunon Rolke „Aspik” (luty 1942 – lipiec 1942)
- p.o. komendanta por. Józef Guźniczak „Fiedia” (lipiec 1942 – wrzesień 1942)
- płk Kazimierz Bąbiński „Luboń” (lipiec 1942[1] – luty 1944)

## Struktura organizacyjna
- Inspektorat Rejonowy Kowel
- Inspektorat Rejonowy Łuck
- Inspektorat Rejonowy Równe
- Inspektorat Rejonowy Dubno
- Samodzielny Obwód Sarny